# بيتر تشارلز هاريس
بيتر تشارلز هاريس (بالإنجليزية: Peter Charles Harris)‏ هو ضابط أمريكي، ولد في 10 نوفمبر 1865 في جورجيا في الولايات المتحدة، وتوفي في 18 مارس 1951.